# 知立郵便局
知立郵便局（ちりゅうゆうびんきょく）は愛知県知立市にある郵便局。民営化前の分類では集配普通郵便局であった。

## 概要
住所：〒472-8799 愛知県知立市弘栄3-30

## 沿革
- 1871年4月20日（明治4年3月1日） - 日本の近代郵便制度の創設とともに池鯉鮒（ちりゅう）郵便取扱所として開設[1]。
- 1873年（明治6年）4月1日 - 知立郵便役所となる。
- 1875年（明治8年）1月1日 - 知立郵便局（四等）となる。
- 1876年（明治9年）3月22日 - 為替取扱を開始。
- 1879年（明治12年）1月1日 - 貯金取扱を開始。
- 1897年（明治30年）2月11日 - 知立郵便電信局となる。
- 1903年（明治36年）4月1日 - 通信官署官制の施行に伴い知立郵便局となる。
- 1965年（昭和40年）4月17日 - 電話交換および和文電報配達業務を、刈谷電報電話局に移管[2]。
- 1966年（昭和41年）9月1日 - 特定郵便局から普通郵便局に局種別改定。
- 1998年（平成10年）9月1日 - 外国通貨の両替および旅行小切手の売買に関する業務取扱を開始。
- 2007年（平成19年）10月1日 - 民営化に伴い、併設された郵便事業知立支店に一部業務を移管。
- 2012年（平成24年）10月1日 - 日本郵便株式会社発足に伴い、郵便事業知立支店を知立郵便局に統合。

## 取扱内容
- 郵便、印紙、ゆうパック、内容証明
- 貯金、為替、振替、振込、国際送金、外貨両替・トラベラーズチェック、国債、投資信託
- 生命保険、バイク自賠責保険、自動車保険
- ゆうちょ銀行ATM
- 「472-00xx」区域（知立市の全域）の集配業務
- ゆうゆう窓口

## 周辺
- 知立市役所
- 愛知県立知立高等学校
- 衣浦東部広域連合 知立消防署
- 国道1号
- 国道23号（知立バイパス）
- 国道419号

## アクセス
- 名鉄名古屋本線 知立駅から南東へ約1km（徒歩で約12分）、三河線 三河知立駅から南へ約700m（徒歩で約8分）。
- 知立市コミュニティバス：「郵便局」停留所下車。
- 衣浦豊田道路 新林ICから北へ約1.2km。
- 愛知県道298号安城知立線沿い。
- 駐車場あり：14台